# NGC 5356
إن جي سي 5356 (بالألمانية: NGC 5356) التي يرمز لها بالرمز NGC 5356، هي مجرة، في كوكبة العذراء.

## الاكتشاف
اكتشفت في 2 فبراير 1786، بواسطة ويليام هيرشل.

## روابط خارجية
- NGC 5356 على موقع ويكي سكاي: DSS2, SDSS, GALEX, IRAS, Hydrogen α, X-Ray, Astrophoto, Sky Map, Articles and images